# Roncus comasi
Roncus comasi är en spindeldjursart som beskrevs av Volker Mahnert 1985. Roncus comasi ingår i släktet Roncus och familjen helplåtklokrypare. Inga underarter finns listade i Catalogue of Life.